# 123 км
123 км — разъезд (тип населённого пункта) в Топкинском районе Кемеровской области. Входит в состав Осиногривского сельского поселения.

## География
Находится вблизи реки Большая Каменка.
Центральная часть населённого пункта расположена на высоте 274 метров над уровнем моря. Расположен на железнодорожной линии Юрга-Таштагол.

## История
Населённый пункт появился при строительстве железной дороги. В селении жили семьи тех, кто обслуживал железнодорожную инфраструктуру разъезда.

## Население
По данным Всероссийской переписи населения 2010 года, в разъезде 123 км проживает 29 человек (17 мужчин, 12 женщины).

## Инфраструктура
Путевое хозяйство Западно-Сибирской железной дороги. Действует железнодорожная платформа 123 км.

## Транспорт
Автомобильный (просёлочная, подъездная дороги) и железнодорожный транспорт.